# Wendelin Werner
Wendelin Werner (Keulen, 23 september 1968) is een in Duitsland geboren Franse wiskundige, die werkt op het gebied van zelfvermijdende toevalsbewegingen, Schramm-Loewner-evolutie en de daarmee samenhangende theorieën in de kansrekening en de wiskundige natuurkunde. In 2006 ontving hij de Fields-medaille op het 25ste Internationaal Wiskundecongres in Madrid.
Werner werd in 1997 hoogleraar aan de Universiteit van Parijs-Zuid in Orsay en in 2005 tevens parttime hoogleraar aan de École Normale Supérieure. 

## Leven
Werner werd in 1977 Frans staatsburger. Hij studeerde van 1987 tot 1991 aan de École Normale Supérieure. Hij promoveerde in 1993 in Parijs aan de Universiteit Pierre en Marie Curie, waar zijn promotiebegeleider Jean-François Le Gall was. Werner werkte van 1991 tot 1997 bij de CNRS. In deze periode bekleedde hij gedurende twee jaar een Leibniz Fellowship aan de universiteit van Cambridge. 

## Prijzen
Behalve de Fields-medaille heeft hij nog andere prijzen gewonnen, waaronder in 2001 de Prix Fermat, in 2005 de Loève-prijs en in 2006 de door het genootschap van industriële en toegepaste wiskunde toegekende George Pólya-prijs, samen met zijn collega's Gregory Lawler en Oded Schramm.

## Trivia
In 1982, toen hij een jaar of veertien was, heeft hij een rol gespeeld in de Franse film La passante du Sans-Souci.